# Nhà thiên văn Đức
Danh sách các nhà thiên văn Đức nổi tiếng và một số nhà khoa học có tác động gần gũi đến thiên văn học.
- Ernst Abbe (1840-1905), nhà vật lý và thiên văn
- Paul Oswald Ahnert (1897-1989), nhà thiên văn
- Peter Apian (1495-1552), nhà thiên văn
- Friedrich Wilhelm August Argelander (1799-1875), nhà thiên văn
- Arthur Auwers (1838-1915), nhà thiên văn
- Wilhelm Heinrich Walter Baade (1893-1960), nhà thiên văn
- Johann Bayer (1572-1625), nhà thiên văn
- Wilhelm Wolff Beer (1797-1850), nhà thiên văn
- Friedrich Wilhelm Bessel (1784-1846), nhà thiên văn và trắc địa
- Ludwig Franz Benedict Biermann (1907-1986), nhà thiên văn
- Johann Elert Bode (1747-1826), nhà thiên văn
- Christian Leopold von Buch (1774-1853), nhà thiên văn và địa chất
- Bruno Hans Bürgel (1875-1948), nhà thiên văn
- Heinrich Louis d'Arrest (1822-1875), nhà thiên văn
- Albert Einstein (1879-1955), nhà vật lý Hoa Kỳ gốc Đức, Giải thưởng Nobel về vật lý
- Johann Gottfried Galle (1812-1910), nhà thiên văn
- Carl Friedrich Gauss (1777-1855), nhà toán học, nhà vật lý và nhà thiên văn
- Johannes Kepler (1571-1630), nhà thiên văn, nhà vật lý, nhà quang học và nhà toán học
- Simon Marius (1573-1624), nhà thiên văn
- Albert Marth (1828-1897), nhà thiên văn
- Regiomontanus (1436-1476), nhà toán học, nhà thiên văn và nhà chiêm tinh
- Ernst Wilhelm Leberecht Tempel (1821-1889), nhà thiên văn
- Max Wolf (1863-1932), nhà thiên văn